# جورج دبليو. كورنيل
جورج دبليو. كورنيل (بالإنجليزية: George W. Cornell)‏ هو سياسي أمريكي، ولد في 29 سبتمبر 1896، وتوفي في 24 مارس 1988 بسبب مرض. حزبياً، نشط في الحزب الجمهوري. وقد انتخب عضو مجلس ولاية نيويورك.